# Synaphe
Genre
Synaphe est un genre d'insectes de l'ordre des lépidoptères (papillons), de la famille des Pyralidae.

## Liste des espèces rencontrées en Europe
- Synaphe antennalis (Fabricius, 1794)
- Synaphe bombycalis (Denis & Schiffermüller, 1775)
- Synaphe chellalalis (Hampson, 1900)
- Synaphe diffidalis (Guénée, 1854)
- Synaphe interjunctalis (Guénée, 1849)
- Synaphe lorquinalis (Guénée, 1854)
- Synaphe moldavica (Esper, 1794)
- Synaphe morbidalis (Guénée, 1849)
- Synaphe oculatalis (Ragonot, 1885)
- Synaphe predotalis (Zerny, 1927)
- Synaphe punctalis (Fabricius, 1775)